# Willem Toet
Willem Toet (ur. 29 marca 1952 w Amsterdamie) – brytyjsko–australijski inżynier, od listopada 2011 roku szef działu aerodynamiki zespołu Sauber.

## Życiorys
Willem Toet po ukończeniu studiów na University of Melbourne i La Trobe University w 1994 roku rozpoczął pracę w Ford Australia. W 1977 roku zaczął pracować jako inżynier wyścigowy w Australijskiej Formule 2 i Australijskiej Formule Ford. W 1982 roku przeniósł się do Wielkiej Brytanii, gdzie był szefem mechaników i inżynierem sportowych samochodów wyścigowych zespołu RML Group, pracował nad konstrukcją zawieszenia i rozwijał oprogramowanie do symulacji czasu okrążenia.
W 1985 roku rozpoczął pracę w zespole Toleman (następnie Benetton), gdzie był odpowiedzialny za dynamikę pojazdu i pracę tunelu aerodynamicznego. Po 1994 roku rozpoczął pracę w zespole Scuderia Ferrari na stanowisku szefa działu aerodynamiki. W 1999 roku przeniósł się do zespołu British American Racing (następnie Honda), gdzie został starszym aerodynamikiem i pracował do 2005 roku. 13 stycznia 2006 roku został szefem działu aerodynamiki w BMW Sauber.
W 2010 roku został dyrektorem zarządzającym w RML Group, a w listopadzie 2011 roku został szefem działu aerodynamiki w zespole Sauber.

## Życie prywatne
Wychowywał się w Australii. W 1983 roku poślubił Sue. Ma syna Bena (ur. 1971). Jego hobby to kolarstwo górskie (w tym. downhill), narciarstwo, fotografia, zdrowie i fitness.